# 陈正兴
陈正兴（？—），男，中华人民共和国政治人物，曾任上海市人民政府副秘书长，上海市市政管理委员会副主任，上海市政协副主席。